# Емельянов, Николай Петрович
Емельянов Николай Петрович (5 февраля 1928, Кривой Рог — 28 июня 1997, Кривой Рог, Днепропетровская область) — советский и украинский горняк, машинист экскаватора Южного горно-обогатительного комбината Министерства чёрной металлургии Украинской ССР. Герой Социалистического Труда (1971).

## Биография
Родился 5 февраля 1928 года в городе Кривой Рог. Получил среднее образование.
В июне 1954 года начал работать машинистом экскаватора Южного горно-обогатительного комбината, позднее возглавил бригаду экскаваторщиков.
Указом Президиума Верховного Совета от 30 марта 1971 года за выдающиеся успехи, достигнутые в выполнении заданий пятилетнего плана по развитию чёрной металлургии, Емельянову Николаю Петровичу присвоено звание Героя Социалистического Труда с вручением ордена Ленина и золотой медали «Серп и Молот».
Новатор производства, наставник и рационализатор. Инициатор трудовых починов, ударник пятилеток, победитель соревнований экскаваторщиков, где занимал призовые места. Один из основателей «Клуба миллионеров» — преодолел рубеж в 1 000 000 тонн добытой железной руды. Участвовал в испытаниях новых моделей экскаваторов, консультировал конструкторов экскаваторов. Имел именной юбилейный экскаватор от Ижорского завода под № 1000.
Был участником ВДНХ. Избирался депутатом Криворожского городского совета.
Продолжал работать на ЮГОКе до выхода на пенсию в мае 1997 года.
Умер 28 июня 1997 года в Кривом Роге.

## Награды
- Орден «Знак Почёта» (22.03.1966);
- Медаль «Серп и Молот» (№ 17540 от 30.03.1971);
- Орден Ленина (№ 409431 от 30.03.1971);
- Орден Октябрьской Революции (19.02.1974);
- Орден Трудового Красного Знамени (12.05.1977);
- Заслуженный работник промышленности УССР (1980);
- знак «Шахтёрская слава» 2—3 степеней.

## Память
- Имя на Стеле Героев в Кривом Роге.
- Имя в Книге трудовой славы Днепропетровской области.
- Памятная доска на доме, в котором он жил в Кривом Роге[1].